# بوستان جنگلی میرزا کوچک‌خان
بوستان جنگلی هزار پله در ۱۶ کیلومتری شهر آمل در جاده هراز نرسيده به ييلاق پرن قرار دارد. این بوستان که توسط اداره منابع طبیعی و آبخیزداری شهرستان آمل و شرکت پدیده شاه‌زید نگه داری می‌شود در سال ۱۳۴۱ توسط حسین سعیدی آشتیانی بنیانگذاری شد. بوستان جنگلی هزار پله اولین پارک جنگلی ایران محسوب می‌شود.

## خصوصیات
این بوستان با جنگل‌های انبوه و همراه با جاده‌ای زیبا یکی از بزرگترین بوستان‌های جنگلی در ایران و دومین بوستان جنگلی بزرگ استان مازندران بعد از بوستان جنگلی نور است، رودخانه هراز که از ضلع خاوری این بوستان می‌گذرد، جلوه خاصی به جنگل بخشیده‌است.

## امکانات
این پارک دارای امکانات تفرجگاهی آلاچیق، آب آشامیدنی، سرویس بهداشتی، اجاق، میز و نیمکت، رستوران و قهوه خانه، سکوی چادر و وسایل بازی کودکان، جایگاه سوارکاری و پیست کراس کاتنری است. از سال ۱۳۹۳ دارای یک مجتمع مسکونی با ۵۰ سوئیت است.

## جاذبه‌ها
- درختان کهنسال چون آزاد، سرو زربین، افرا هیرکانی، انجیلی، سرخدار
- جنگل انبوه
- جاده جنگلی پارک
- آبشار ماهان و تنگه رزکه
- مسیر هزار پله
- چشمه آب سرد
- درختان میوه‌ای

## نگارخانه

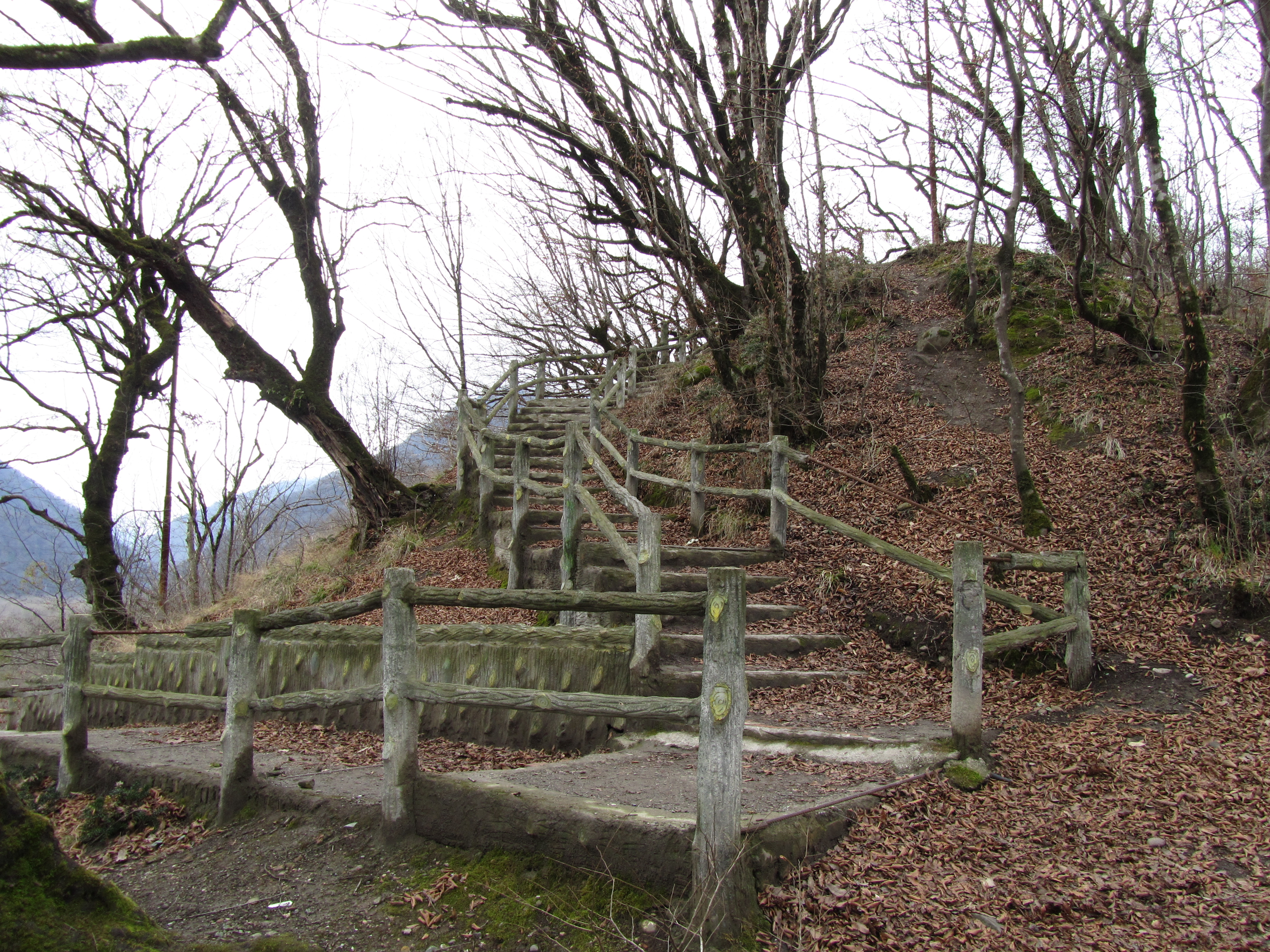
هزار پله
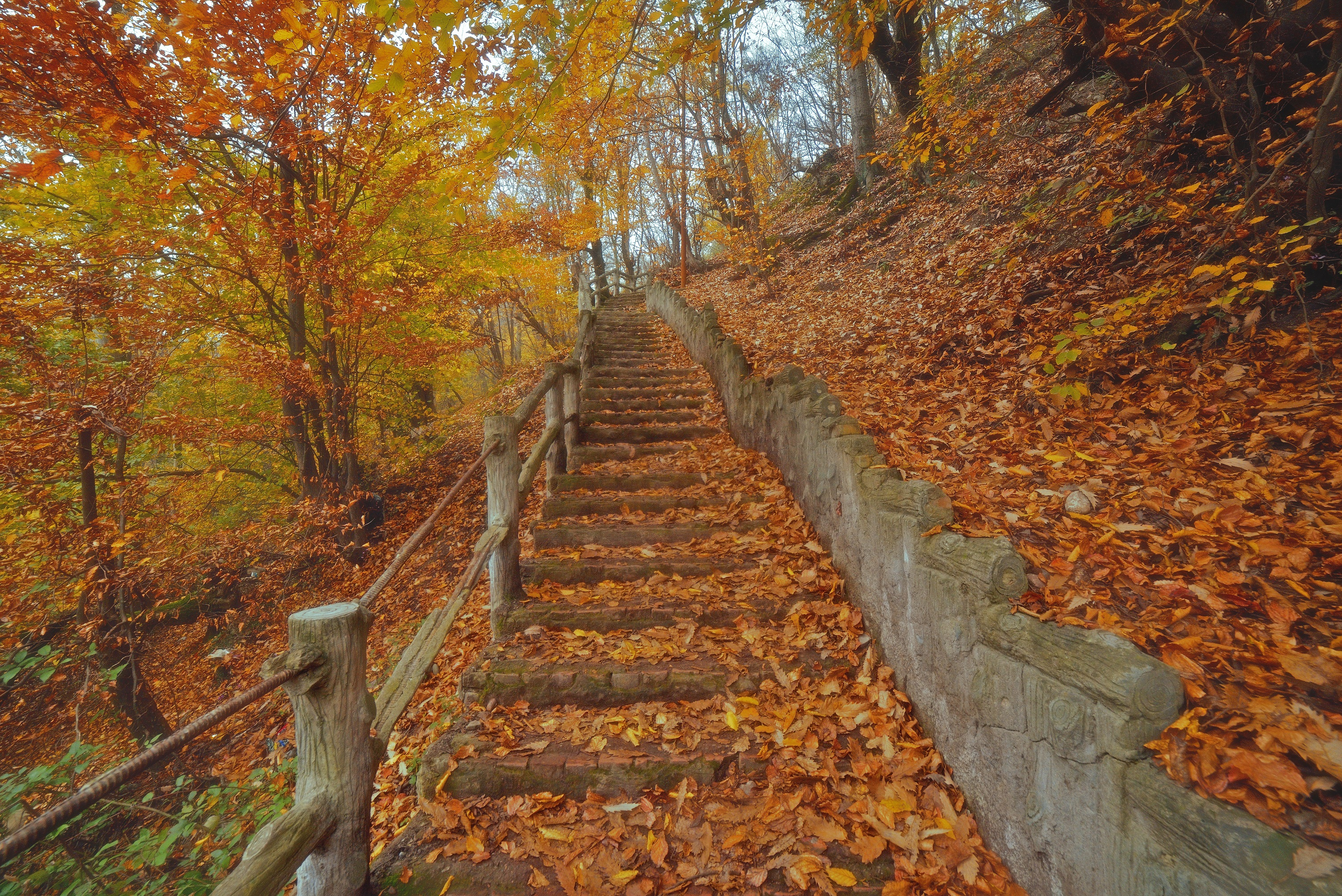
مسیر هزار پله پارک جنگلی